# Hornstein
Hornstein es una localidad del distrito de Eisenstadt-Umgebung, en el estado de Burgenland, Austria, con una población estimada a principio del año 2018 de 1810 habitantes. 
Se encuentra ubicada al norte del estado, junto al lago Neusiedl y a poca distancia al sureste de Viena.